# Els gira-sols (pel·lícula)
 Els gira-sols (títol original en italià: I girasoli) és una pel·lícula franco-italiana dirigida per Vittorio De Sica, estrenada el 1970. Ha estat doblada al català.

## Argument
Giovanna està buscant notícies del seu marit Antoni, donat per desaparegut a la Unió Soviètica durant la retirada de 1943, però l'Exèrcit Italià i el Departament de Defensa no té notícies exactes i ella, que no accepta que el seu marit pugui estar mort, decideix anar a Moscou, amb la finalitat de buscar-lo personalment.
A partir d'aquest moment comença una llarg flashback que segueix els rastres i els esdeveniments de tots dos: la seva història comença a Nàpols, la ciutat on va néixer i viu Giovanna, amb els seus coneixements i el seu "compromís", que va tenir lloc uns dies abans de la sortida d'Antonio cap a la Campanya a l'Àfrica del Nord; Giovanna sembla molt enamorada, i suggereix que es casin, amb la finalitat d'obtenir una llicència de 12 dies, amb l'esperança que en el interí la guerra acabi o sigui destinat a Itàlia. Antoni, solter, sembla escèptic però després accepta i, després de la cerimònia, els dos marxen a la lluna de mel, que passen a casa seva a la província de Llombardia, on, a prop de l'expiració de la llicència, ideen un pla per fer passar Antonio per boig.

## Repartiment
- Sophia Loren: Giovanna
- Marcello Mastroianni: Antonio
- Lioudmila Savelieva: Macha
- Galina Andreyeva: Valentina, oficial soviètic
- Anna Carena: La mare d'Antonio
- Germano Longo: Ettore
- Nadya Serednichenko: Dona dels camps de girasol
- Glauco Onorato: Soldat
- Silvano Tranquilli: Treballador italià a Rússia
- Marisa Traversi: Prostituta
- Gunars Cilinskis: Oficial de Ministeri rus
- Carlo Ponti, Jr.: el bebè de Giovanna
- Pippo Starnazza: Oficial italiana
- Dino Peretti
- Giorgio Basso

## Premis i nominacions
Nominacions
- 1971: Oscar a la millor banda sonora per Henry Mancini